# Vlajka Leningradské oblasti

Vlajka Leningradské oblasti
Poměr stran: 2:3

Vlajka Leningradské oblasti, jedné z oblastí Ruské federace, je tvořena bílým listem o poměru stran 2:3 s modrým, oboustranně vlnkovitým a červeným (v horní části vlnkovitým) pruhem v dolní části. Mezi proužky je slabý bílý proužek (opět oboustranně vlnkovitý). Uprostřed bílého pole je umístěn znak oblasti. Rubová strana vlajky je zrcadlově obrácená oproti líci.
Bílé pole zaujímá 2/3 šířky a bílý, oddělovací proužek je široký 1/60 šířky listu. Šířka štítu je 2/9 délky vlajky. Poměr šířky a délky šířky je 8:9.

## Historie
Leningradská oblast vznikla 1. srpna 1927. Až do roku 1997 neužívala žádnou vlajku. V roce 1990 byl název hlavního města oblasti – Leningradu – změněn na Sankt-Petersburg (česky Petrohrad), ale název oblasti zůstal v původní podobě. Zákonodárné shromáždění Leningradské oblasti přijalo své symboly (vlajku a znak) 9. října 1997.

## Vlajky okruhu a rajónů Leningradské oblasti

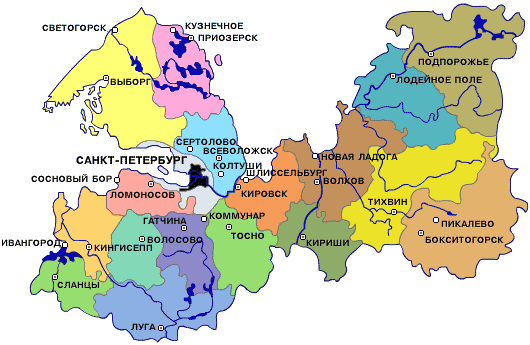
Administrativní členění Leningradské oblasti

Administrativní členění Leningradské oblasti

Leningradská oblast se člení na 1 městský okruh a 17 rajónů.
Městský okruh

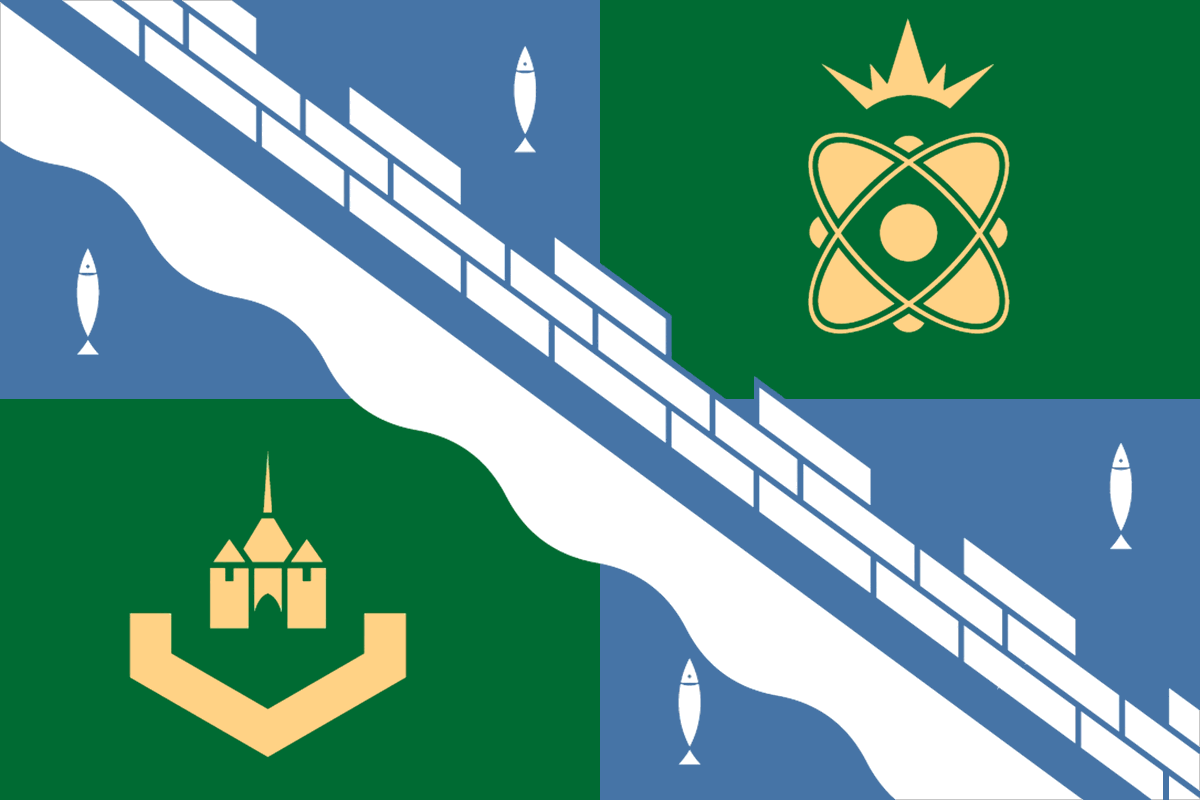
Sosnovyj Bor Poměr stran: 2:3

Rajóny

Boksitogorský rajón (1) Poměr stran: 2:3
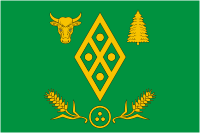
Volosovský rajón (2) Poměr stran: 2:3
Volchovský rajón (3) Poměr stran: 2:3
Vsevoložský rajón (4) Poměr stran: 2:3
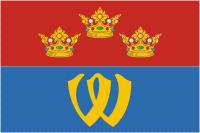
Vyborgský rajón (5) Poměr stran: 2:3
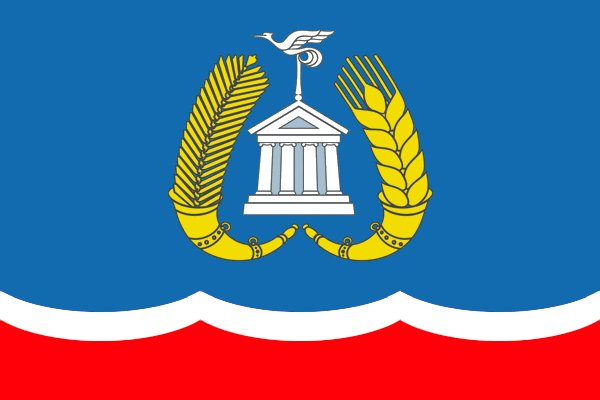
Gatčinský rajón (6) Poměr stran: 2:3
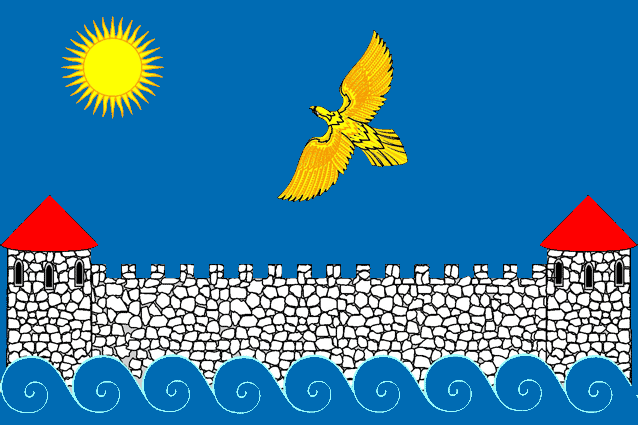
Kingiseppský rajón (7) Poměr stran: 2:3
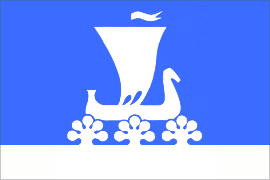
Kirišský rajón (8) Poměr stran: 2:3
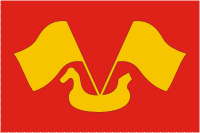
Kirovský rajón (9) Poměr stran: 2:3
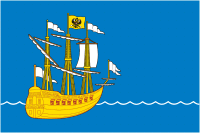
Lodejnopolský rajón (10) Poměr stran: 2:3
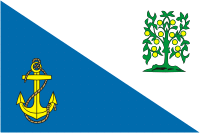
Lomonosovský rajón (11) Poměr stran: 2:3
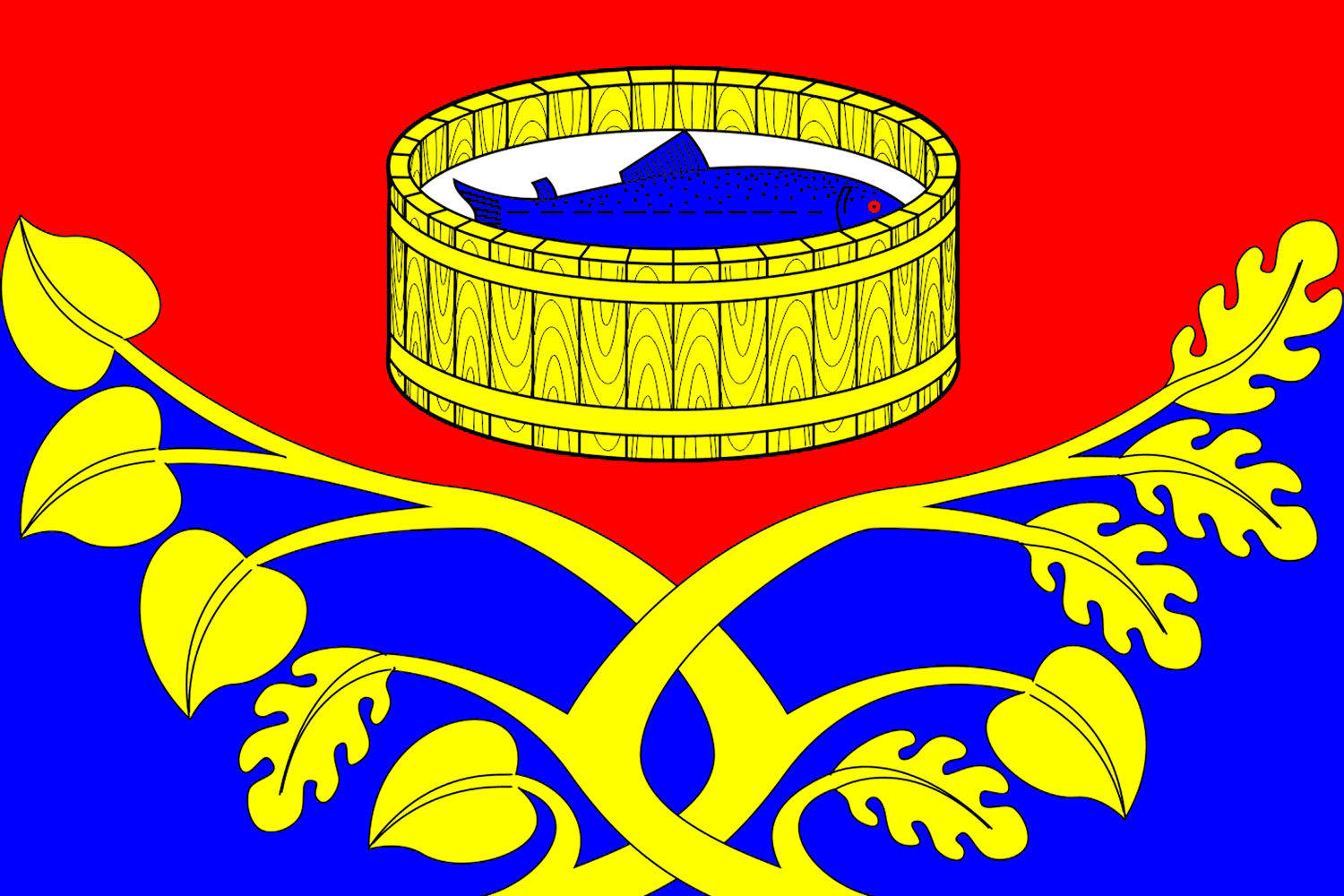
Lužský rajón (12) Poměr stran: 2:3
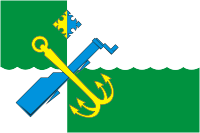
Podporožský rajón (13) Poměr stran: 2:3
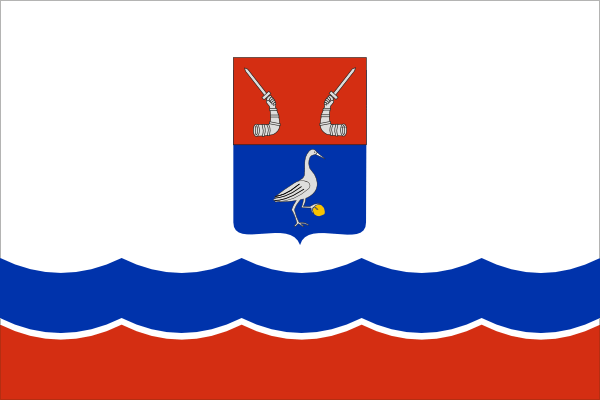
Priozerský rajón (14) Poměr stran: 2:3
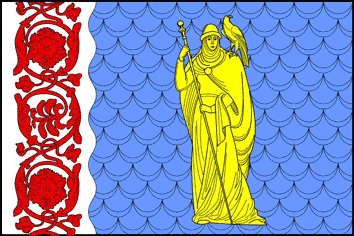
Slancevský rajón (15) Poměr stran: 2:3
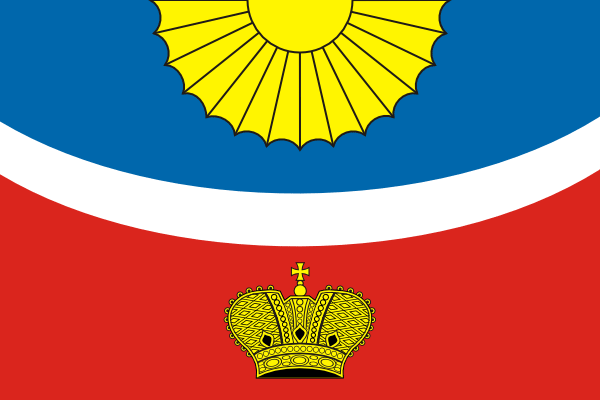
Tichvinský rajón (16) Poměr stran: 2:3
Tosněnský rajón (17) Poměr stran: 2:3